# Ehrentaler Berg

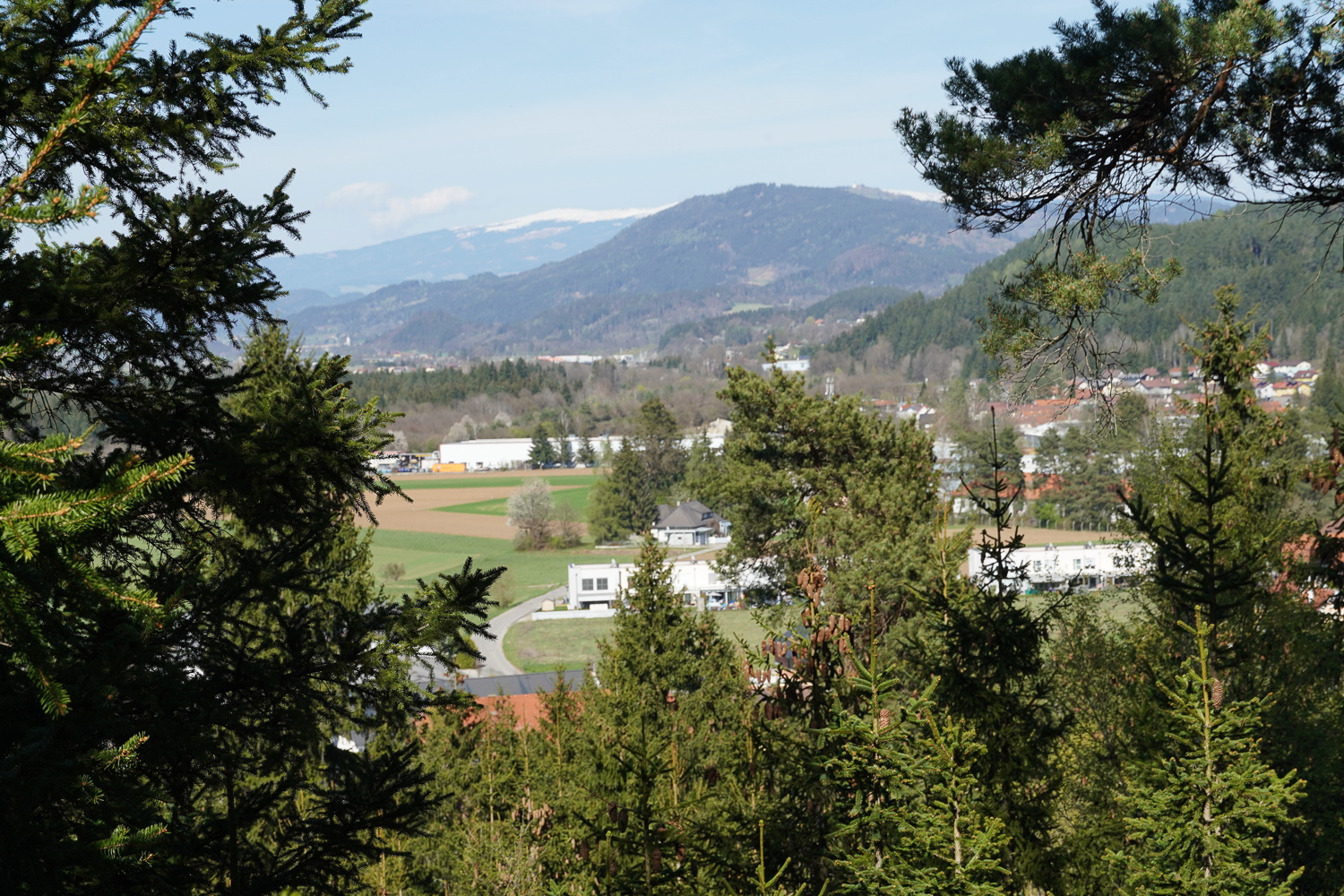
Blick vom Ehrentaler Berg in Richtung Tessendorf und zur Saualpe

Der Ehrentaler Berg ist eine bewaldete Anhöhe im Norden des Stadtgebietes von Klagenfurt am Wörthersee. Er ist ein Landschaftsschutzgebiet.
Er erreicht eine maximale Höhe von 508 m ü. A. und ist vorwiegend bewaldet. Im Westen wird er von der Glan begrenzt. Der Abhang zur Glan hin ist ein – nicht abgezäuntes – militärisches Übungsgelände. Der östliche Teil ist von einem fichtendominierten Mischwald mit Hainbuchen, Buchen, Eichen und Linden bewachsen. Der Südosten des Gebietes wird von Wiesen- und Weideflächen eingenommen, deren Grenze zum Bauland durch eine Linden- und Eichen-bewachsene Böschung gebildet wird. Der Rest des Gebietes wird von Fichtenmonokulturen dominiert.
Über den Ehrentaler Berg führt der Römersteig, der zur romanischen Kirche von Tessendorf führt.
Südlich des Ehrentaler Berges, bereits außerhalb des Landschaftsschutzgebietes, liegt die landwirtschaftliche Schule Schloss Ehrental mit einem großen Teich.

## Landschaftsschutzgebiet
Der Ehrentaler Berg wurde 1984 zusammen mit dem etwas südlich gelegenen Spitalsberg zum Landschaftsschutzgebiet erklärt. Seine Hauptbedeutung ist die als Naherholungsgebiet.

## Belege
- Josef Knappinger, Ernst Woschitz: Natur in Klagenfurt. Naturdenkmäler und Schutzgebiete der Landeshauptstadt. Johannes Heyn, Klagenfurt 2010, ISBN 978-3-7084-0382-3, S. 66f.
- Helmut Hartl, Hans Sampl, Ralf Unkart: Kleinode Kärntens. Nationalparks, Naturschutzgebiete, Landschaftsschutzgebiete, Naturdenkmale. Kärntner Druck- und Verlagsgesellschaft, Klagenfurt 1993, ISBN 3-85391-092-0, S. 142.

Koordinaten: 46° 39′ 25″ N, 14° 17′ 58″ O